# Miguel Ángel Pichardo
Miguel Ángel Pichardo Sosa (Santiago de los Caballeros, 8 febbraio 1980) è un ex cestista dominicano con cittadinanza spagnola.

## Carriera
Con la Rep. Dominicana ha disputato i Campionati americani del 2003.